# Telescopul Hale

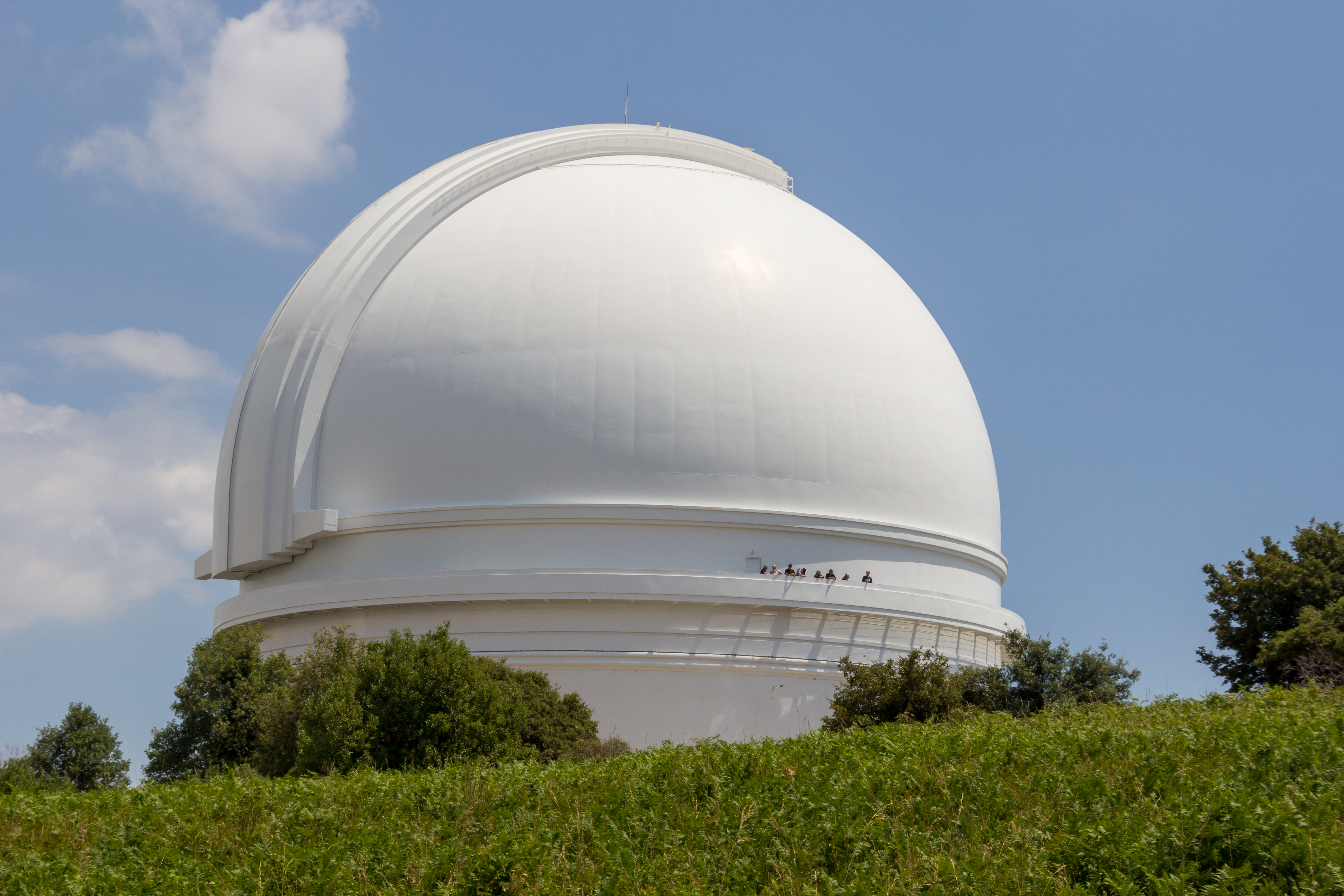
Domul telescopului astronomic Hale de la Observatorul Palomar

Telescopul Hale de 200 inchi (5,1 metri)
Cel mai mare telescop din lume până în 1993, telescopul Hale de 200 de inchi este un "cal de bătaie" al astronomiei moderne și contribuie la o gamă largă de cercetări astronomice, inclusiv studiile privind sistemul solar, căutarea unor planete extrasolare, populație stelară și analiză evoluției, și reprezentarea galaxiilor la distanță. Acest instrument extraordinar a fost viziunea astronomului și a fondatorului Caltech(California Institute of Technology), George Ellery Hale - omul din spatele celor mai mari telescoape din lume, la începutul secolului XX. Hale a urmărit cu fermitate finanțarea pentru construirea telescopului de 200 de inchi și, în cele din urmă, a obținut sponsorizarea Fundației Rockefeller în 1928.Toate aspectele legate de construirea unui instrument atât de mare și precis necesită metode inovatoare și tehnologie revoluționară, ceea ce i-a făcut pe unii să îl considere cel mai mare succes al anilor 1930 și 1940.
Caracteristica esențială a acestui telescop, în comparație cu cele mai puternice instrumente anterioare, este creșterea de patru ori a suprafeței oglinzilor și a puterii de colectare a luminii. Acest lucru ar trebui să permită pătrunderea mult mai departe în spațiu, mărind astfel volumul de spațiu deschis să fie studiat de un factor 8. Spunând acest lucru într-un alt mod, telescopul Hale ar trebui sa facă posibilă studierea oricărui corp astronomic în detaliu ca și când prin magie se poate reduce distanța corpului la jumătate din distanța sa actuală
Telescopul Hale este primul telescop care utilizează un fascicul de lumină atât de mare având un compartiment de dimensiuni suficient de mari pentru a găzdui astronomul care poate fi plasat în centrul luminii fără a obstrucționa o fracțiune subtanțială a luminii de intrare. 
Operațiuni
Activitățile de noapte ale telescopului Palomar de 200 de inci sunt efectuate dintr-o cameră de control și sunt facilitate de operatorii de telescoape și de sprijinul personalului de astronomi. Observațiile tipice sunt efectuate în aceeași cameră de date, iar în circumstanțe limitate , observațiile vagi sunt asistate. Alocarea timpului de observare a telescopului este gestionată prin procese independente de alocare a timpului în cadrul reprezentanților eligibili, iar alocările sunt combinate într-un program integrat de observare.
Oglinda telescopului
Telescopul Hale este un reflector, adică un telescop al cărui element optic primar este o oglindă curbată, lentilele neexistând.Oglinda principală a lui Hale este un disc Pyrex cu diametrul de 200 de inci care cântărește 13 tone. Suprafața sa lustruită, acoperită cu un strat subțire de aluminiu este concavă. Grosimea oglinzii variază între  19 ⅝ inci (49,8 cm) la centru și 59,5 cm la marginea exterioară.
Instrumente de instalare
Telescopul Hale este folosit în fiecare seară pentru cercetarea astronomică datorită dezvoltării continue a instrumentelor de suport de ultimă generație.De interes deosebit sunt sistemele optice adaptabile care corectează distorsiunile cauzate de atmosfera Pământului pentru a furniza imagini clare comparabile cu cele produse de telescoapele spațiului dintr-o instalație la sol.Instrumentele telescopului Hale oferă o gamă largă de caracteristici imagistice și spectroscopice în părțile optice și în apropierea părților infraroșii ale spectrului.